# Asómata
Asómata är en ort i Grekland.   Den ligger i prefekturen Nomós Imathías och regionen Mellersta Makedonien, i den norra delen av landet, 300 km norr om huvudstaden Aten. Asómata ligger 217 meter över havet och antalet invånare är 431.
Terrängen runt Asómata är varierad. Runt Asómata är det glesbefolkat, med 9 invånare per kvadratkilometer. Närmaste större samhälle är Véroia, 4,8 km nordväst om Asómata. I omgivningarna runt Asómata växer i huvudsak blandskog.